# Angle facial
L' angle facial  o  angle de Camper  va ser definit per l'holandès Petrus Camper. Es tracta d'un angle format per la línia facial, definida per la part més prominent del front i la part més anterior de la vora alveolar del maxil·lar superior, i el pla de camper, format per una línia horitzontal que va des de l'oïda fins a l'ala del nas. Indica la inclinació del front.
Camper afirmava que els europeus presentaven un angle de 80°, els africans de 70° i l'orangutan de 58°.

## Nota
1. ↑  Miriam Claude Meijer. Race and aesthetics in the anthropology of Petrus Camper (1722-1789).  Rodopi, 1999, p. 112–. ISBN 9789042004344 [Consulta: 1r maig 2011].